# Battle Creek (Nebraska)
Battle Creek è un comune degli Stati Uniti d'America, situato in Nebraska, nella contea di Madison.